# 이천중학교 축구부
이천중학교 축구부는 경기도 이천시에 위치한 이천중학교의 축구부이다. 이천중학교가 운영하는 축구부로 1984년에 창단  하였다.

## 같이 보기
- 이천중학교

## 참고자료
- 이천중학교 축구부 페이스북